# Nomic
Nomic è un gioco in cui le regole del gioco includono dei meccanismi che permettono ai giocatori di cambiare le regole stesse, tipicamente attraverso una votazione democratica.
(Peter Suber (creatore di Nomic), The paradox of Self-Amendment, appendice 3, p. 362)
Nomic in realtà si riferisce a tutta una serie di giochi basati sull'insieme di regole iniziale scritto da Peter Suber nel suo libro The Paradox of Self-Amendment. (le regole vennero in realtà pubblicate per la prima volta nella rubrica Metamagical Themas di Douglas Hofstadter sulla rivista Scientific American nel giugno 1982, che aveva come tema proprio il futuro libro di Suber che sarebbe stato pubblicato solo anni dopo). Il gioco è in qualche modo modellato sugli attuali sistemi di governo, e dimostra che ogni sistema le cui regole possono essere cambiate può raggiungere una situazione in cui le regole sono contraddittorie o insufficienti a determinare cosa sia legale. Proprio per questa sua caratteristica di modellare e di porre interrogativi concettuali sui sistemi di leggi e sui problemi dell'interpretazione delle stesse, il suo nome deriva da νόμος (nomos), parola greca che significa "legge".
Nell'insieme iniziale di regole scritto da Peter Suber, la vittoria si raggiunge una volta accumulati 100 punti tramite il lancio di un dado; tuttavia lo stesso Suber ha dichiarato che «questa regola è deliberatamente noiosa, per far sì che i giocatori ne propongano velocemente un emendamento per renderla più interessante.» I giocatori possono cambiare le regole al punto tale che i punti possono diventare irrilevanti di fronte ad una vera moneta, oppure far sì che la vittoria diventi ininfluente. Ogni regola può essere cambiata, incluso la regola che sancisce che le regole devono essere rispettate. Tuttavia ogni scappatoia che le regole offrono può essere scoperta e sfruttata da un giocatore per "barare" e vincere il gioco. Per complicare il tutto, l'insieme di regole iniziali prevede la nomina di giudici che dirimono le questioni di interpretazione delle regole.

## Svolgimento del gioco
Il gioco può essere giocato faccia-a-faccia tenendo note cartacee, oppure su ogni tipo di servizio Internet (normalmente attraverso una mailing list con archivio).
Nella versione originale, cioè giocata faccia-a-faccia, all'inizio del gioco i giocatori seguono dei turni ed il passaggio di turno avviene in senso orario. Il giocatore di turno propone una modifica alle regole, su cui tutti i giocatori votano, dopodiché lancia un dado e somma il punteggio ottenuto al proprio punteggio personale. Se il cambiamento della regola viene approvato, esso entra in vigore al termine del giro. Ogni regola può essere cambiata più o meno agevolmente, incluse le regole base del gioco stesso. Di conseguenza, il gioco può cambiare repentinamente.
Le regole sono divise in due categorie mutabili e immutabili. La differenza principale tra queste è che le regole immutabili devono essere trasformate in regole mutabili (azione detta trasmutazione) prima di essere cambiate o eliminate. Le regole immutabili hanno anche priorità maggiore rispetto alle regole mutabili. I cambiamenti legali possono essere:
- l'aggiunta di una nuova regola mutabile;
- un emendamento a una regola mutabile;
- l'abrogazione di una regola mutabile;
- la trasmutazione di una regola da mutabile a immutabile;
- la trasmutazione di una regola da immutabile a mutabile.

Insiemi di regole di partenza differenti esistono per le partite giocate via internet e la posta elettronica, in cui l'ordine di gioco avviene secondo l'ordine alfabetico dei cognomi, ed i punti aggiunti sono basati sul successo o meno in una proposta di modifica piuttosto che sul lancio di dadi.

## Varianti
Non solo ogni aspetto delle regole può essere in qualche modo cambiato durante il corso di una partita di Nomic, ma esiste anche una miriade di varianti: alcune sono a tema, altre iniziano con una singola regola, altre cominciano con un dittatore, invece di un processo democratico per la validazione delle regole. Altre varianti combinano Nomic con altri giochi già esistenti (come ad esempio il Monopoly, gli scacchi, oppure in un caso paradossale col gioco Mornington Crescent). Esiste addirittura una versione in cui i giocatori sono a loro volta giochi Nomic. Varianti ancora più strane includono insiemi di regole che sono nascoste ai giocatori, ed un gioco, invece di modificare le regole, si divide in sottogiochi, ognuno con diverse varianti delle regole.
Una derivazione di un Nomic ormai non più esistente (Nomic World) è la Fantasy Rules Committee, che aggiunge ogni regola legale proposta dai giocatori all'insieme delle regole finché non è più possibile aggiungere nessuna nuova regola. A quel punto, tutte le regole di fantasia vengono abrogate e il gioco inizia da capo.
Il Nomic più famoso, nonostante esista solo nel mondo dei fumetti, è il Calvinball, giocato dal protagonista della striscia Calvin & Hobbes, nel quale la regola principale è che nessuna regola può essere adottata più di una volta.

## Ulteriori caratteristiche
Le partite di Nomic possono durare moltissimo tempo. Agora è cominciato nel 1993. La durata delle partite può essere un problema serio, in quanto gli insiemi di regole possono diventare così complessi che i giocatori originari non le capiscono più completamente e gli aspiranti nuovi giocatori non sono invogliati a partecipare. Un gioco attivo al momento, BlogNomic aggira il problema dividendo la partita in "dinastie": ogni volta che qualcuno vince, inizia una nuova dinastia, e tutte le regole vengono abrogate eccetto alcune regole speciali. Questo fa sì che il gioco si mantenga relativamente semplice ed accessibile. Nomicron è simile nel concetto, in quanto è diviso in diverse manche; quando un giocatore vince una manche, la comunità si riunisce per organizzare la manche successiva.
Un altro aspetto da considerare in Nomic è il modo in cui l'applicazione delle regole influenza il modo di giocare. ThermoNomic, ad esempio, ha un insieme di regole iniziali secondo il quale i cambiamenti devono essere attentamente considerati prima di essere attuati, e raramente vengono inserite regole che lasciano scappatoie per i giocatori. Al contrario, B Nomic è stato descritto come "l'equivalente mentale del lanciare bombe a mano".
Questa è essenzialmente la differenza tra partite di tipo "procedurale", in cui lo scopo (esplicito o implicito) è quello di portare l'insieme di regole in una situazione di paradosso, e quelle di tipo "sostanziale", che cercano di evitare il paradosso e subordinano la vittoria al raggiungimento di un obiettivo, ad esempio l'ottenimento di un certo numero di punti.